# Fill de Caín
Pour plus de détails, voir Fiche technique et Distribution.
Fill de Caín (en français : Fils de Caïn), est un film espagnol de Jesús Monllaó, sorti en 2013. 

## Synopsis
Le film est une adaptation du roman Querido Caín d'Ignacio García-Valiño.
Nico Albert (David Solans) est un adolescent très intelligent, féru d'échecs. Ses parents (José Coronado et Maria Molins) tentent de l'aider de ses obsessions en embauchant le psychologue Julio Beltrán (incarné à l'écran par Julio Manrique).

## Distribution
- David Solans : Nico Albert
- José Coronado : Carlos Albert
- Maria Molins : Coral Folch
- Julio Manrique : Julio Beltrán
- Abril García : Laura
- Jack Taylor : Andrew Holsteter
- Helena de la Torre : Diana
- Mercè Rovira : Patrícia Beltrán

## Distinctions
- 8 nominations aux Prix Gaudí de Barcelone
- Violette d'or au Festival Cinespaña de Toulouse[4]
- Sélection au Festival de Montréal[5]